# Перелешин, Сергей Дмитриевич
Серге́й Дми́триевич Переле́шин (1900—1959) — советский учёный в области зоологии и охотоведения, педагог, кандидат биологических наук, доцент.

## Биография
Родился 20 декабря 1899 года (1 января 1900 года) в родовом имении Дмитрово в Воронежской губернии в дворянской семье. Отец — Дмитрий Александрович Перелешин, народоволец, член Воронежской губернской земской управы, впоследствии член II Государственной думы от Воронежской губернии. В 1924 году Сергей окончил естественное отделение физико-математического факультета Московского университета. Ученик С. С. Четверикова и С. И. Огнева. 
Работал в Московском городском совете профессиональных союзов, в Всекохотсоюзе (1929—1931), НИИ пушного и охотничьего хозяйства (1931—1932), в Зоологическом музее МГУ (1919—1937, с перерывами), заведовал отделением охотничье-промыслового хозяйства Зоомузея МГУ (1932—1937), на Салехардской зональной промысловой биологической станции (1936—1938), в Зооцентре (1938–1941), на различных дезинфекционных станциях (1941–1943), в Московском областном институте инфекционных болезней им. И. И. Мечникова (1943—1944). С 1944 года и на протяжении 11 лет доцент кафедры биотехники Московского пушно-мехового института. 
С 1954 года, после ликвидации МПМИ — старший научный сотрудник Сахалинского комплексного научно-исследовательского института Сибирского отделения АН СССР. Был одним из организаторов Сахалинского отдела Географического общества СССР. Утонул 5 ноября 1959 года при высадке с корабля на о. Парамушир (Курильские острова).
В честь С. Д. Перелешина названа скала Перелешина на острове Парамушир (название присвоено после 1959 года).

## Научная деятельность
35 лет своей жизни после окончания Московского университета посвятил педагогической и научной деятельности. Модернизировал формулу учёта численности по следам, предложенную А. Н. Формозовым и независимо от В. И. Малышева (1936) в 1950 году пришёл к тем же выводам (поправка Малышева и Перелешина). Применение количественных методов делали работы Перелешина обоснованными и доказательными. В рамках оригинальной (для второй половины XX века) постановки в центр исследования охоты (не охотничьего хозяйства) как одной из «важных отраслей деятельности человека» (не народного хозяйства) разработал динамическую модель системы «охотник-дичь». Автор 40 опубликованных научных работ, в том числе монографии «Основные вопросы охотничьего хозяйства СССР».